# カタリーナ・フォン・メクレンブルク

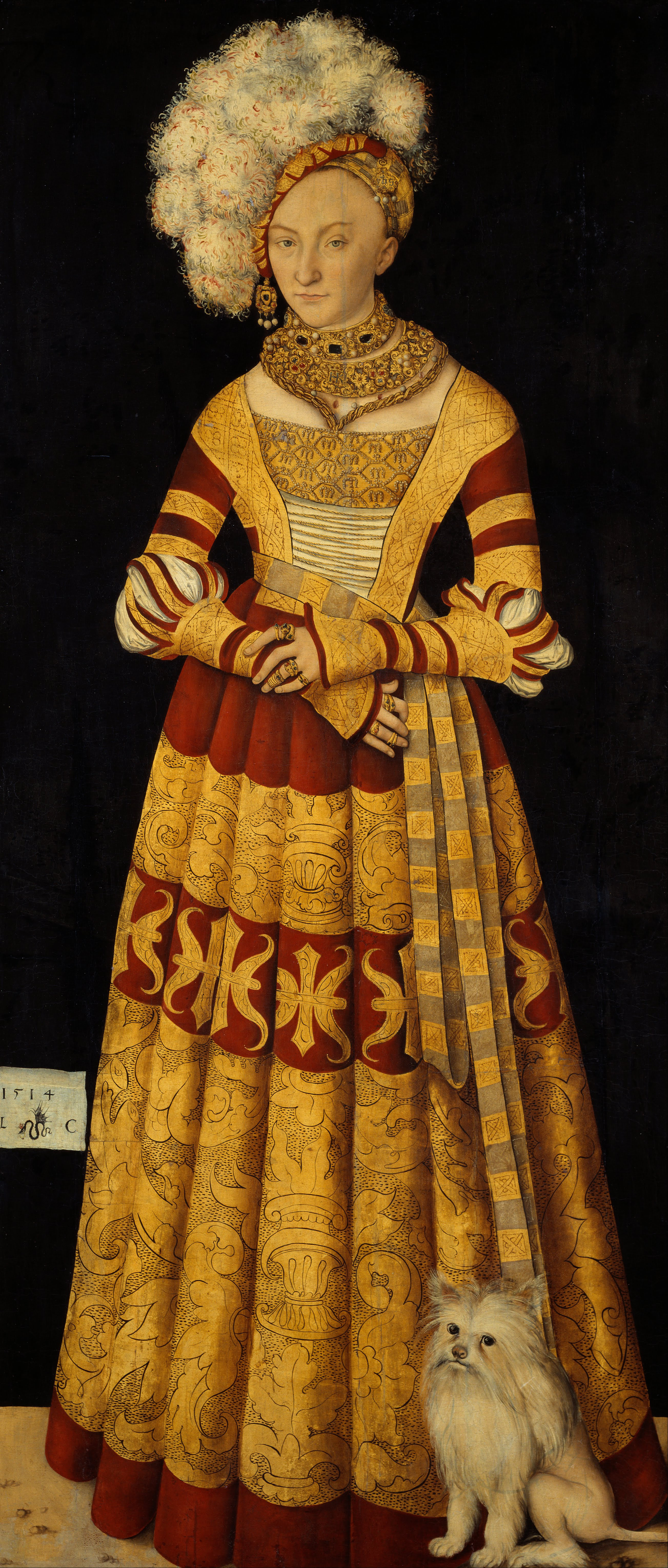
カタリーナ・フォン・メクレンブルク（ルーカス・クラナッハ画）

カタリーナ・フォン・メクレンブルク（Katharina von Mecklenburg, 1487年 - 1561年6月6日）またはカタリーナ・ツー・メクレンブルク（Katharina zu Mecklenburg）は、ザクセン公ハインリヒ4世（敬虔公）の妃。メクレンブルク公マグヌス2世とゾフィー・フォン・ポンメルン＝シュテティーンの娘。

## 生涯
カタリーナは1512年7月6日にフライベルクでハインリヒ4世・フォン・ザクセンと結婚した。
カタリーナはマルティン・ルターの教えに早くから共感していたが、夫は兄ザクセン公ゲオルクを恐れて1536年まで宗教改革を抑圧した。その後、フライベルクはルター派が許された。
ザクセン公ゲオルクがカタリーナに圧力をかけようとしたとき、カタリーナは特使に「今すぐフライベルクを離れていただければ、大変ありがたいです」と言った。1539年、ザクセン公ゲオルクの死後、夫婦はドレスデンに移り、そこで宗教改革をもたらした。兄の死後ザクセン公となっていたハインリヒ4世は1541年8月18日に亡くなった。カタリーナはハインリヒ4世の死からさらに20年生き延びた。カタリーナは寡婦財産としてヴォルケンシュタイン城が与えられた。1560年にカタリーナは女性の礼儀作法に関する本を出版したが、これは文化的、歴史的に非常に興味深いものである。

## 子女
ハインリヒ4世との間に以下の子女が生まれた。
- ジビッレ（1515年 - 1592年） - 1540年にザクセン＝ラウエンブルク公フランツ1世と結婚
- アエミーリア（1516年 - 1591年） - 1533年にブランデンブルク＝アンスバッハ辺境伯ゲオルクと結婚
- ジドーニエ（1518年 - 1575年） - 1545年にブラウンシュヴァイク＝カレンベルク＝ゲッティンゲン公エーリヒ2世と結婚
- モーリッツ（1521年 - 1553年） - ザクセン選帝侯
- ゼフェリヌス（1522年 - 1533年）
- アウグスト（1526年 - 1586年） - ザクセン選帝侯